# Joan García
Joan García Pons, född 4 maj 2001 i Sallent, är en spansk fotbollsspelare.

## Karriär
Joan García inledde sin seniorkarriär i RCD Espanyols B-lag år 2019. 2021 debuterade han i dess A-lag. Han har representerat Spanien på flera ungdomsnivåer sedan 2018. Han blev olympisk guldmedaljör i fotboll vid olympiska sommarspelen 2024 i Paris efter att Spanien slagit Frankrike i finalen.